# TV4
TV4 (TV Fyra) és un canal de televisió privat de Suècia, propietat de TV4 AB, una filial de Telia Company. Va començar a emetre en 1990 a través del satèl·lit i el 1992 es va convertir en la primera televisió privada sueca en obert, ja que va aconseguir autorització per emetre en analògic. A diferència d'altres canals privats d'aquest país, que emeten des d'altres països, TV4 està subjecta a les lleis de publicitat sueques i té funcions de servei públic.
TV4 competeix amb els canals de Sveriges Television, dins del segment de televisió en obert, i amb TV3 en el de televisió privada.
Des de 2004 forma part de la Unió Europea de Radiodifusió.

## Història
Els orígens de la cadena es remunten a 1984, quan dos productors suecs, Ingemar Leijonborg i Gunnar Bergvall, van desenvolupar un projecte de televisió privada per a Suècia, Nordisk Television. El 1987, després de reunir 10 milions de corones a través de diversos inversors, van crear una escola de formació de nous empleats i van contractar a professionals de Sveriges Television, la televisió pública del país escandinau.
TV4 va començar les seves emissions el 15 de setembre de 1990 amb una programació basada en sèries, espais de producció pròpia i informatius. Atès que no va rebre una concessió de televisió nacional, va començar les seves emissions via satèl·lit des d'Estocolm. Un any després, el govern suec li va atorgar una concessió de televisió privada a nivell nacional mitjançant concurs. Al desembre d'aquest mateix any, inicia les seves emissions en proves en 14 de les principals ciutats del país.
El 2 de març de 1992, TV4 inicia les seves emissions regulars terrestres. En poc de temps es va convertir en el canal més vist de Suècia gràcies a l'emissió de sèries, concursos i al descens d'espectadors del canal públic SVT1. Molts dels seus espais eren adaptacions de formats internacionals, com Jeopardy! o Who wants to be a millionaire?.
TV4 va començar a emetre en televisió digital terrestre des de 1999. Dins de les seves obligacions com a servei públic, va anar el primer canal a cessar les seves emissions analògiques de satèl·lit en 2004, i les terrestres des de 2005 fins a 2008. El 2004 va ser acceptat com a membre actiu de la Unió Europea de Radiodifusió.
El juny de 2018 va ser adquirit per l'empresa de telecomunicacions sueca Telia.

## Emissió de publicitat
TV4 té una jurisdicció diferent a altres canals privats de Suècia. Mentre les seves competidores (TV3 i Kanal 5) emeten des de fora de Suècia, TV4 té la seva seu a Estocolm i està subjecte a la llei publicitària sueca. L'emissió d'anuncis està limitada i a més ha de pagar un cànon al govern basat en els seus ingressos publicitaris.
Des de 1990 fins a 2002, TV4 no podia interrompre els seus programes amb publicitat. No obstant això, la cadena va salvar aquesta imposició dividint els programes en blocs, intercalats amb espais molt breus com Inför (resums d'altres programes) o Om en bok (famosos que presenten llibres). En acabar-los, podia emetre publicitat i passar al següent bloc. La Llei de Ràdio i Televisió va ser reformada el 2002 i des de llavors pot interrompre la seva programació sota condicions: la publicitat està limitada a 8 minuts per hora (10 minuts durant l'horari de màxima audiència) i no pot excedir el 10 % de la programació diària.

## Programació

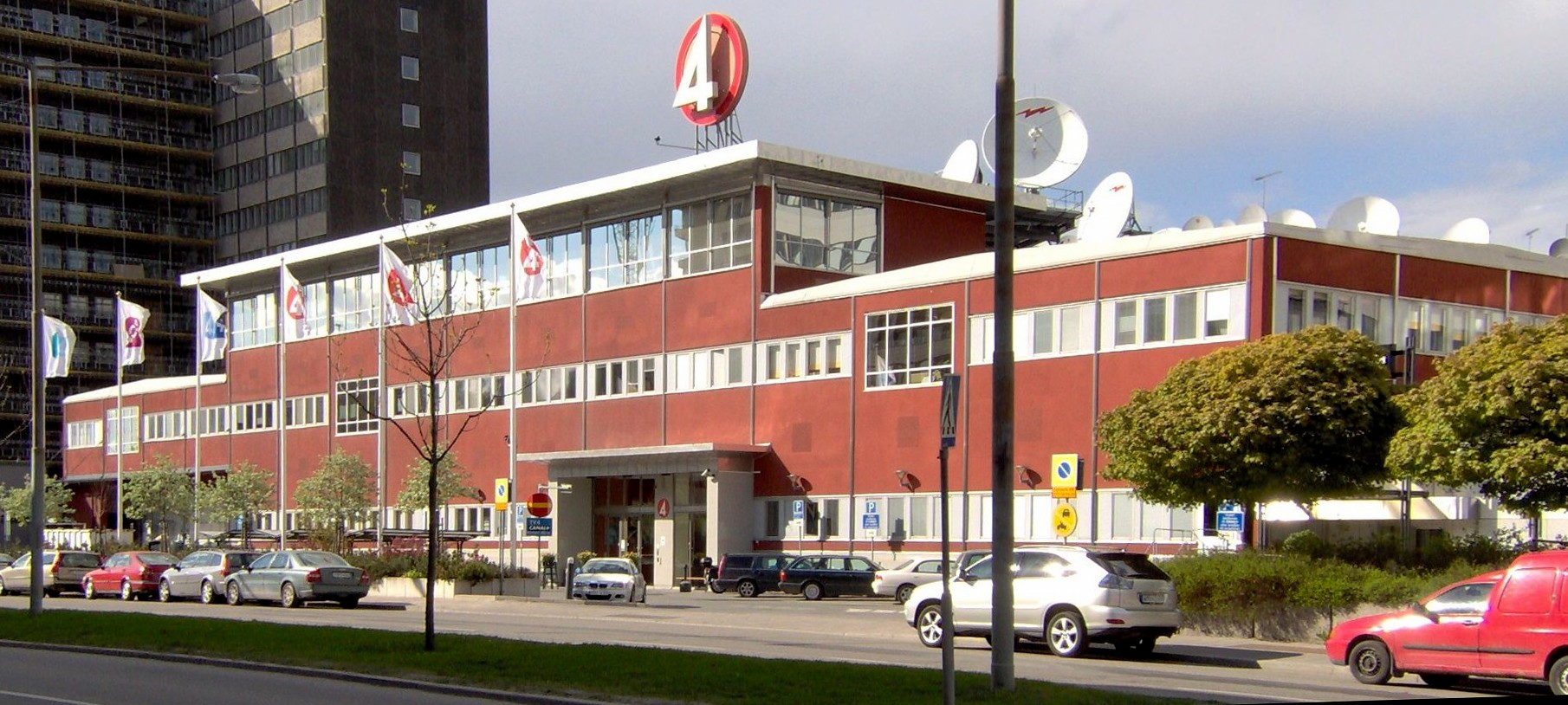
Seu de TV4 a Estocolm.

La programació de TV4 és generalista i inclou informatius, sèries, novel·les, programes de producció pròpia, telerrealitat, cinema, documentals i concursos, tant de cultura general com els call TV.
Els informatius ocupen bona part de la graella de TV4, amb un noticiari general, Nyheterna («Les notícies»), i l'espai matinal com Nyhetsmorgon. A més, s'inclouen diversos avanços informatius al llarg del dia, i hi ha programes de periodisme d'investigació. Dins de la producció pròpia, la nit dels divendres està ocupada per programes d'entreteniment familiar, i la resta del dia figuren xous importats dels Estats Units, tant sèries com a espais adaptats (per exemple, Survivor).
Com que forma part de la Unió Europea de Radiodifusió, TV4 ha assumit la participació de Suècia en esdeveniments com Eurovisió Júnior i Festival d'Eurovisió de Ball.
TV4 està obligada a efectuar desconnexions regionals, pel que compta amb una xarxa de 16 estacions pròpies. Totes elles formen part del grup TV4 Sverige AB.